# Littleborough (Greater Manchester)

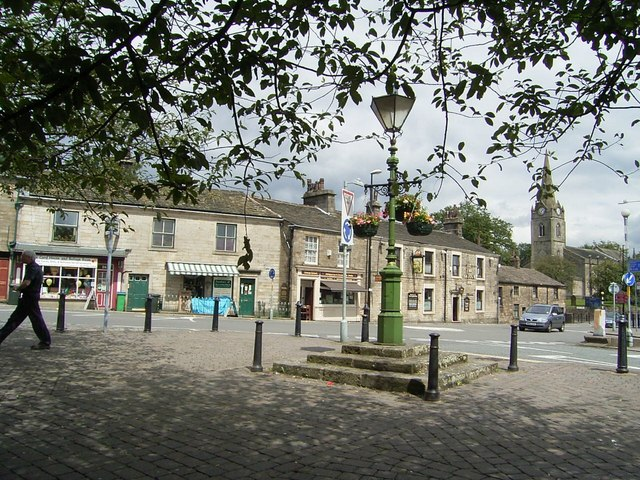
Zentrum von Littleborough, Church Street

Littleborough ist eine Stadt in der Metropolregion Greater Manchester in England und gehört zum Bezirk Rochdale. Historisch war Littleborough Teil der Grafschaft Lancashire. Die Stadt liegt in den südwestlichen Ausläufern der Pennines. Von 1884 bis 1974 bildete Littleborough einen eigenen Stadtbezirk (Littleborough Urban District). Seither ist es ein gemeindefreies (unparished) Gebiet in Rochdale.
Nach dem Zensus von 2011 lebten im Ward Littleborough Lakeside 9.280 Einwohner und in Wardle and West Littleborough 10.397 Einwohner; beide Wards haben eine Fläche von etwa 4,2 km².
In Littleborough baute der deutsch-jüdische Lederkonzern Adler & Oppenheimer seit 1937 eine Großgerberei für die Produktion von Chromleder auf (Lancashire Tanning Co., Ltd.). Über das Werk in Littleborough gelang einer Anzahl jüdischer Mitarbeiter und Familienmitglieder der Eignerfamilien die Ausreise nach England, Argentinien und den USA.